# Сулпиция Агрипина
Вижте пояснителната страница за други личности с името Сулпиция.
Сулпиция Агрипина (на латински: Sulpicia Agrippina) е знатна римляка от 2 век.

## Биография
Произлиза от фамилията Сулпиции. Сестра е на Сулпиций Юст и Сулпиций Полион, който е сенатор и офицер при Каракала и баща на Сулпиция Дриантила, съпругата на Регалиан (римски узурпатор против Галиен).
Омъжва се за Квинт Помпей Созий Фалкон (консул 193 г.), син на Квинт Помпей Сенецио Созий Приск (консул 169 г.) и Цейония Фабия. Преторианците определят нейния съпруг за наследник на император Пертинакс, поради което императорът го прогонва от Рим в провинцията. Има син Квинт Помпеий Фалкон Созий Приск, който става квестор.